# Roselyne Forbin d'Oppède
Roselyne Forbin d'Oppède (née de Villeneuve-Bargemon le 26 mars 1822 à Vesoul et décédée le 28 février 1884 à Marseille au château de Saint-Marcel) est une historienne française. C'est une figure marquante du milieu aristocratique du Second Empire ,.

## Biographie
Elle est la fille de Joseph de Villeneuve-Bargemon (1782-1869), haut fonctionnaire et homme politique, et de Constance de Brosses. Elle épouse en 1842 Palamède de Forbin d'Oppède.

## Œuvres publiées
- L. Maynier (pseudonyme), Étude historique sur le concile de Trente : 1545-1562, Paris, Didier, 1874, 795 p..
- Règlement donné par la duchesse de Liancourt à la princesse de Marsillac, avec une notice sur la duchesse de Liancourt, Paris, Plon, 1881, 295 p..
- La Bienheureuse Delphine de Sabran et les saints de Provence au XIVe siècle, Paris, Plon et Nourrit, 1883, 427 p. (lire en ligne).